# Sonderabteilung Lola
Sonderabteilung „Lola” – kolaboracyjna grupa zbrojna złożona z Norwegów podczas II wojny światowej.
Została utworzona w drugiej połowie 1940 przez agenta Gestapo Henry′ego Rinnana. Od jego nazwiska nazywano ją potocznie Rinnanbanden lub też Bandeklosteret. Jej siedziba od września 1943 mieściła się w Trondheim w północnej Norwegii. Grupa liczyła 50–60 norweskich kolaborantów (mężczyzn i kobiet) działających w ubraniach cywilnych. Większość mężczyzn miała doświadczenie frontowe z norweskich formacji kolaboranckich. Współpracowała blisko z Sicherheitspolizei w Trondheim. Zadaniem było zwalczanie norweskiego ruchu oporu poprzez infiltrację jego struktur. Metodami używanymi przez członków grupy było między innymi wysłuchiwanie lub wciąganie zwykłych ludzi w rozmowy w autobusach, pociągach, restauracjach lub innych miejscach publicznych. Podczas tych rozmów członkowie Sonderabteilung „Lola” starali się wyciągnąć od swoich rozmówców ich opinie o polityce niemieckich władz okupacyjnych. Jeśli spotkali kogoś, kto wspominał o ruchu oporu, próbowali zyskać jego zaufanie, a następnie wniknąć do struktur konspiracyjnych. Inną metodą infiltracji było udawanie zestrzelonych pilotów Royal Air Force, którzy chcieli się przedostać do Wielkiej Brytanii za pośrednictwem ruchu oporu. Współuczestniczyli również w śledztwach prowadzonych przez Niemców, w tym w torturach. W swojej działalności cieszyli się dużą niezależnością. Bilans ich działalności wyniósł ponad 1 tysiąc aresztowanych, w tym kilkuset rzeczywistych członków lub sympatyków ruchu oporu. Około 100 Norwegów, a także agentów brytyjskiego Special Operations Executive zostało przez nich zabitych. Po zakończeniu wojny w wyniku 2 procesów 41 członków Sonderabteilung „Lola” zostało skazanych, w tym 11 na karę śmierci przez rozstrzelanie (7 zostało wykonanych). Założyciel grupy Henry Rinnan, który zamordował osobiście 13 lub więcej osób, został schwytany nad granicą ze Szwecją i rozstrzelany w Trondheim 1 lutego 1947.